# Multimeter
Ein Multimeter (von lat. multus „viel“ sowie altgriechisch μέτρον métron „Werkzeug zum Messen“), auch Vielfachmessgerät genannt, ist ein elektrotechnisches Messgerät, das für mehrere Messgrößen und in mehreren Messbereichen einsetzbar ist. 
Zur Grundausstattung eines Multimeters gehört seine Verwendbarkeit als Spannungsmessgerät und Strommessgerät. In der Regel ist es auch zwischen Gleich- und Wechselgrößenmessungen umschaltbar. Üblich ist auch die Ausstattung als Widerstandsmessgerät. Fallweise ist die eine oder andere Zusatzfunktion verfügbar.
Primär wird zwischen Digital- und Analogmultimeter unterschieden. Rein analoge Multimeter spielen seit den 1990er Jahren in der praktischen Messtechnik eine immer geringere Rolle und werden auch aus Preisgründen zunehmend durch digitale Multimeter ersetzt. Neben dem Oszilloskop ist das Multimeter eines der wichtigsten Mess- und Diagnosewerkzeuge in der Elektronik und der Elektrotechnik. Wegen seines vergleichsweise niedrigen Anschaffungspreises und des weiten Einsatzspektrums ist es auch bei Elektronikbastlern und Heimwerkern weit verbreitet.
Neben in der Hand haltbaren Geräten gibt es portable netzbetriebene Tischmultimeter und Systemgeräte, die oft in automatischen Testsystemen eingesetzt werden.

## Digitalmultimeter

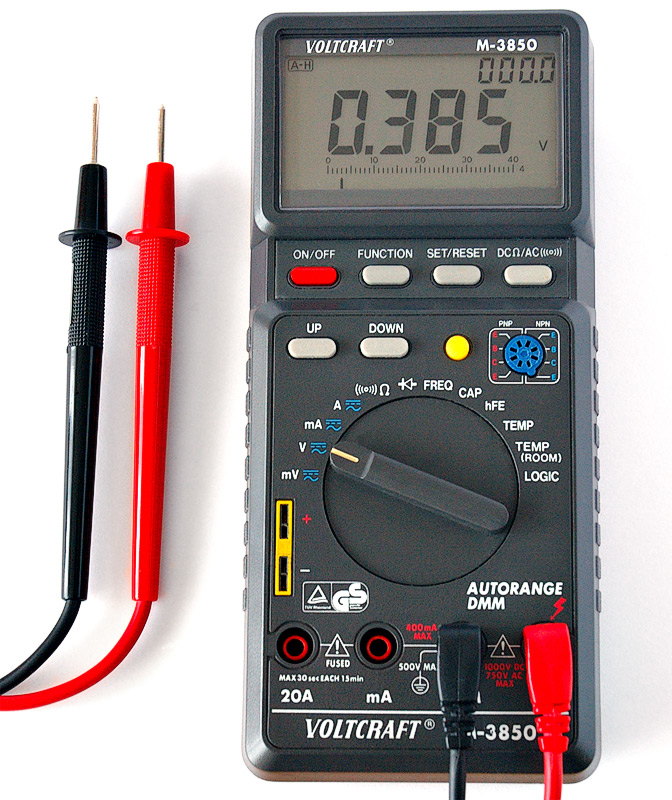
Digitales Vielfachmessgerät

Bei Digitalmultimetern wird das Signal elektronisch mit einem Analog-Digital-Umsetzer aufgenommen und der gemessene Wert als numerischer Wert angezeigt. Die Messbereiche erstrecken sich in der Regel von 200 mV bis 1000 V und von 20 µA bis 20 A. Digitale Multimeter weisen bei der Spannungsmessung meist einen hohen Innenwiderstand von 1 bis 20 MΩ auf, Standard ist 10 MΩ. Die relative Fehlergrenze ist je nach Messbereich meist kleiner als 1 %, in den Gleichspannungsbereichen liegt sie bei hochwertigeren Geräten in der Regel unter 0,2 %.
Die Messung des Stroms wird durch die Messung der Spannung an umschaltbaren Shuntwiderständen durchgeführt. Die Messung des Widerstands wird auf die Messung der Spannung aufgrund einer umschaltbaren Konstantstromquelle zurückgeführt.
Vorteile von Digitalmultimetern sind der relativ einfache mechanische Aufbau und in Massenfertigung produzierbare elektronische Bauteile, wodurch sie schon relativ preiswert erhältlich sind, meist billiger als ein gutes Analoggerät. Die Bedienung ist durch die Einblendung der Maßeinheiten im Display sowie durch die Vermeidung mehrerer Skalen sehr einfach. Ferner besitzen manche Digitalgeräte Schutzschaltungen gegen Überlast und Verpolung. Komfortable Geräte können den Spannungsmessbereich automatisch wählen (Auto-Range-Funktion). Gegen Stöße und Stürze sind sie relativ unempfindlich, da keine empfindliche Mechanik beschädigt werden kann.
Bedingt durch die interne Elektronik zur Signalverarbeitung und Anzeige auf dem Display sind Digitalmultimeter immer auf eine Versorgung aus einer Batterie, Netzgerät oder Solarzelle angewiesen.
Einige Geräte weisen auch Messmöglichkeiten für Frequenzen, Kapazitäten, Induktivitäten sowie Transistor- und Diodeneigenschaften auf. Mittels eingebauter oder externer Sensoren sind mit manchen Geräten auch Luftfeuchtigkeits-, Schall- oder Temperaturmessungen möglich. Auch ein akustischer Durchgangsprüfer ist bei fast allen Digitalgeräten eingebaut.

## Analoge Multimeter

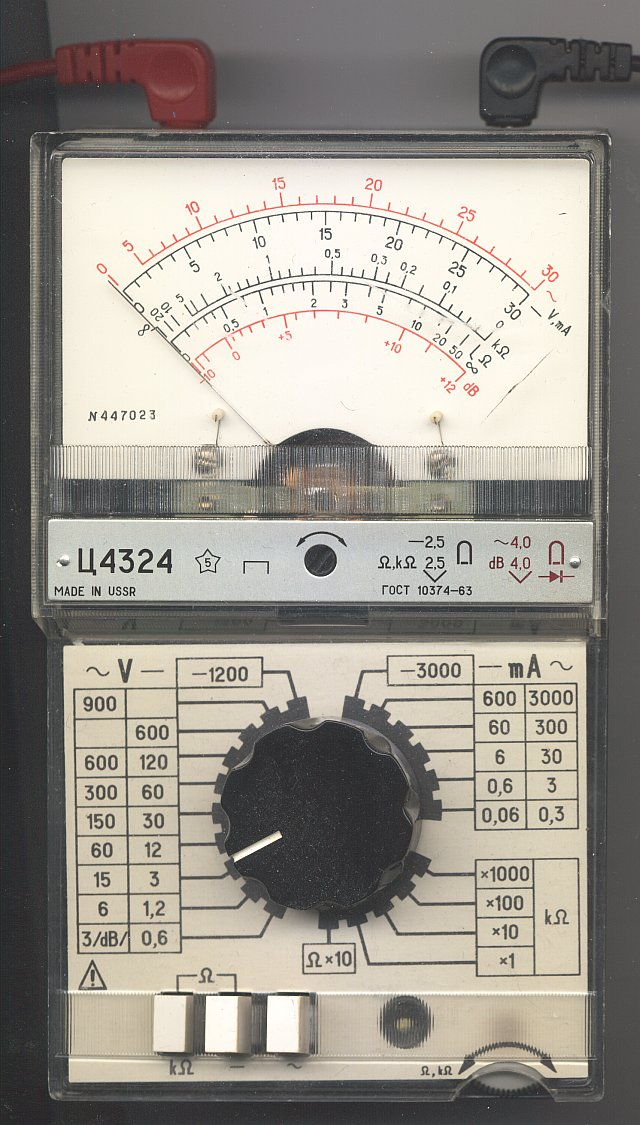
Analogmultimeter aus der UdSSR von 1985

Bei Analogmultimetern wird der Messwert auf einem Zeigermessgerät mit mehreren Skalen für unterschiedliche Messbereiche angezeigt. Die Ablesewerte sind durch diskrete Teilstriche dargestellt, Zwischenwerte können interpoliert werden. Die Fehlergrenzen von analogen Messgeräten können bei hochwertigen Geräten durchaus weniger als ein Prozent des Messbereichsendwertes betragen. Als entscheidendes Bauteil, das die Anzeige liefert, kommt in der Regel ein Drehspulmesswerk zum Einsatz.
Die Messbereiche von Drehspulgeräten erstrecken sich so etwa bei Gleichspannungen von 100 mV bis 1000 V, für Gleichströme von 100 µA bis 10 A, hochwertige Geräte weisen teilweise noch kleinere Bereiche auf. Analoge Multimeter haben bei Spannungsmessung im Regelfall einen wesentlich geringeren Innenwiderstand als Digitalmultimeter, was bei hochohmigen Spannungsquellen zu Messabweichungen (Schaltungseinfluss) führen kann. Der Einfluss des Innenwiderstands bei Strom- und Spannungsmessung kann durch eingebaute Verstärker verringert werden, wodurch solche Analogmultimeter bei Spannungsmessung einen hohen Innenwiderstand erreichen, der dem von Digitalmultimetern entsprechen kann.
Zur Widerstandsmessung wird der Strom gemessen, den eine eingebaute Batterie durch den Widerstand fließen lässt. Der Zusammenhang ist stark nichtlinear; die Messung eignet sich nur für grobe Aussagen. Auch bei Widerstandsmessung kann bei sehr hochwertigen Geräten eine Verstärkerelektronik zur Skalenlinearisierung eingesetzt werden.